# UIL poste
La UIL Poste, già UIL Post, per esteso Unione Italiana Lavoratori Poste, è un sindacato affiliato alla UIL che rappresenta e tutela i lavoratori italiani dei settori delle poste e del settore delle telecomunicazioni. L'attuale segretario generale è Claudio Solfaroli Camillocci.

## Storia
La UIL poste nasce a Roma come UILpost - Unione Italiana Lavoratori Postelegrafonici il 21 marzo 1951 pochi giorni dopo la fondazione della UIL avvenuta sempre a Roma il 5 marzo dello stesso anno. I protagonisti e promotori principali della costituzione della UIL poste furono: Giuseppe Mammana, Andrea Caruso, Mario Palmieri e Giovanni Sbrana.

## Segreteria nazionale
Il massimo organo direttivo della UIL poste è composto da:
Claudio Solfaroli Camillocci              Segretario Generale
Aurelio Imparato                               Segretario Organizzativo
Silvia Cirillo                              Segretaria Vertenziale
Giuseppe Franchina                                  Segretario Vertenziale
Nicolino Cupaioli                                 Tesoriere

## Iscritti
L'ultimo dato certificato disponibile è quello relativo all'anno 2011, da esso si ricava un numero di tessere emesse agli iscritti pari a 29.487 in tutta Italia.